# Улі Штек
Улі Штек (нім. Ueli Steck; 4 жовтня 1976 — 30 квітня 2017) — швейцарський альпініст та скелелаз. Дворазовий володар найпрестижнішої нагороди у сфері альпінізму «Золотий льодоруб» (2009, 2014). Встановив рекорд швидкості сходження на так звану "трилогію Північних стін Альп". Покорив гору Еверест 18 травня 2012 року.
Улі Штек загинув 30 квітня 2017 року під час акліматизаційного підйому на Західному хребті Евересту.

## Біографія
Народився у містечку Лангнау-ім-Емменталь у Швейцарії. Змалку займався хокеєм. З 12 років захопився скелелазанням. 

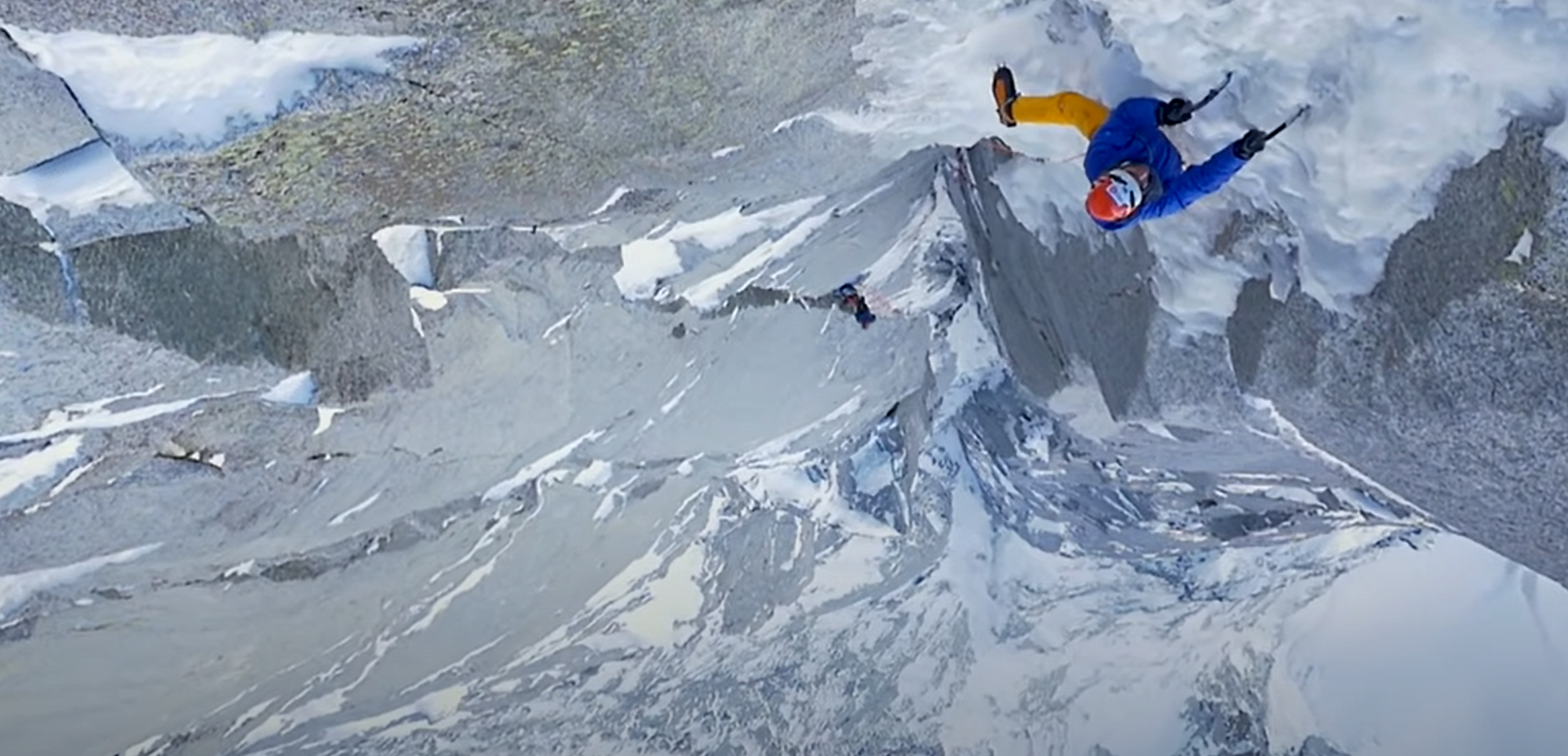
Штек на Північному кулуарі прямо від Les Drus (ED2, VI, AI 6+, M8)

У віці 17 років він піднявся на гору Шайдегветтергорн 9 рівня складності. Через рік пройшов Північну стіну гори Айгер та покорив гору Ле Дрю. У червні 2004 року він і Штефан Зігріст піднялися на гори Айгер, Мьонх і Юнгфрау за 25 годин. Наступним успіхом стала експедиція "Хмубу-Експрес" у Непалі у 2005 році. Проект складався з одиночного підйому по північній стіні гори Чолатцзе (6 440 м) і східній стіні Табоче (6505 м). Після цього альпіністський журнал "Climb" назвав його одним з трьох найкращих альпіністів Європи.
Штек встановив рекорд швидкості на Північній стіні гори Айгер в 2007 році, піднявшись по ній за 3 години 54 хвилини. Через рік він побив власний рекорд з результатом 2 години 47 хвилин 33 секунд.
У 2008 році здійснив спробу піднятися на гору Аннапурна. Під час підйому Штек взяв участь у порятунку іспанського альпініста Іньякі Очоа де Ольза, в якого стався набряк легень, проте іспанець помер у нього на руках.
У 2008 році отримав премію Айгер за досягнення в альпінізмі.
У квітні 2013 року Штек та два інших альпіністи, Сімоне Моро та Джонатан Гріффіт, були втягнуті у сутичку з місцевими шерпами на західному схилі Евересту, що стало міжнародною медіа-сенсацією та скандалом. 8-9 жовтня 2013 року він піднявся на гору Аннапурна з результатом 28 годин. Наприкінці 2015 року він встановив новий рекорд на Північній стіні Айгера, піднявшись за 2 години 22 хвилини і 50 секунд.
У квітні 2016 року Улі Штек та німецький альпініст Девід Готтлер при підйомі на гору Шишабангма, знайшли тіла американських альпіністів Алекса Лоу та Девіда Бриджеса, що загинули у лавині в 1999 році.

### Загибель
Улі Штек загинув 30 квітня 2017 року, під час акліматизаційного підйому по трасі Хорбейна на Західному хребті Евересту без додаткового кисню. Цим маршрутом піднімалися лише кілька разів, останній з яких був у 1991 році. У його планах було піднятися кулуаром Хорбейна на вершину, а потім перейти до піку Лхоцзе. Ця комбінація не була досягнута. Під час підготовчого підйому на Нупцзе, меншого піку поблизу Евересту, Штек упав з висоти 1000 м і загинув.
За рішенням сім'ї загиблого, його тіло було піддано кремації і поховано на території монастиря Тенгбоче.